# Stadio nazionale 11 novembre
Lo stadio nazionale 11 novembre (in portoghese Estádio Nacional 11 de Novembro) è un impianto sportivo di Talatona, sobborgo di Luanda, in Angola, della capienza di 48 500 spettatori.
Inaugurato nel 2009, prende il nome dal giorno dell'indipendenza dell'Angola e ha ospitato nove partite della Coppa d'Africa 2010, tenutasi in Angola (tra cui la finale). Ospita le partite casalinghe dell'Atlético Petróleos de Luanda e del Benfica Luanda.
Il 15 settembre 2018, al termine della partita tra Primeiro de Agosto e Atlético Petróleos de Luanda, a causa della calca formatasi tra gli spettatori che uscivano dallo stadio, sono rimaste uccise 5 persone.